# Dorudon
Genre
Dorudon est un genre fossile de cétacés ayant vécu vers la fin de l'Éocène, du Bartonien au Priabonien, il y a entre environ 41 et 36,5 millions d'années (Ma), dans les mers chaudes de la planète.

## Historique
Le genre Dorudon a été créé en 1845 par le naturaliste américain Lewis Reeve Gibbes sur la base d'un maxillaire fragmentaire et de quelques dents fossiles trouvées en Caroline du Sud,. L'appellation Dorudon, qui signifie « dent harpon », est due à la forme de ses dents de prédateur.
Le squelette fossile de Dorudon découvert en Égypte en 1906 a d'abord été attribué à divers genres voisins, avant de trouver en 2004 son genre actuel.

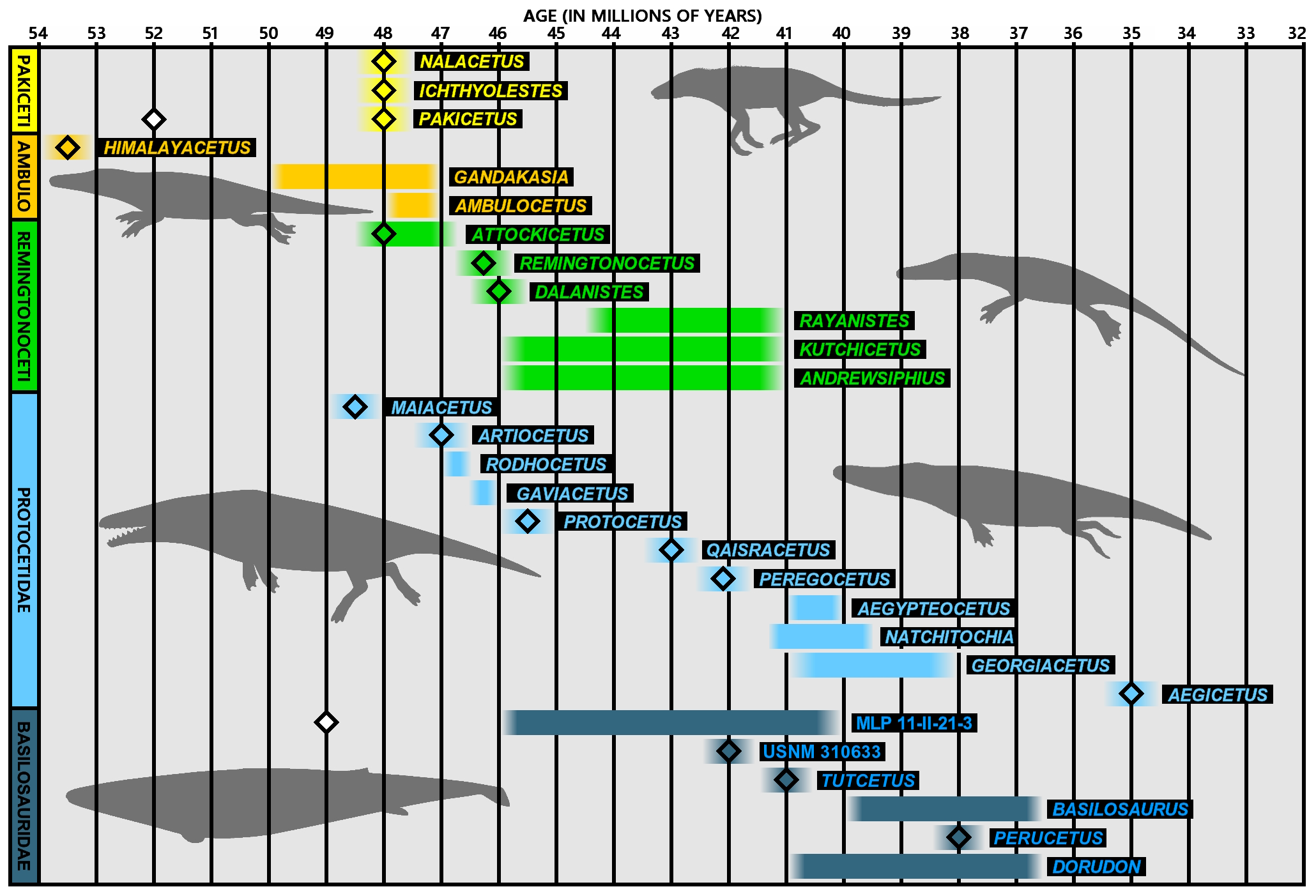
La position de Dorudon (en bleu foncé) parmi les Cétacés de l'Éocène

Dorudon a pour synonymes :
- Dorydon Gibbes, 1845
- Dorydon Pictet, 1853
- Doryodon Cope, 1867
- Doryodon Gibbes, 1845
- Durodon Gibbes, 1845
- Durodon Gill, 1872

## Description
Dorudon pouvait mesurer jusqu'à 5 mètres de longueur.

## Paléoécologie
Dorudon vivait en groupe. Bien que prédateur, il était lui-même chassé par le plus grand Basilosaurus.

## Liste des espèces
Selon Paleobiology Database (31 décembre 2016) et BioLib (31 décembre 2016) :
- † Dorudon serratus Gibbes, 1845 − espèce type
- † Dorudon atrox Andrews, 1906

## Filmographie
Dorudon apparait dans le documentaire Sur la terre des monstres disparus, ainsi que dans les émissions Safari préhistorique: les dents de la mort et Les Monstres du fond des mers.

## Publication originale
- (en) Lewis Reeve Gibbes, « Description of the teeth of a new fossil animal found in the Green Sand of South Carolina », Proceedings of the Academy of Natural Sciences of Philadelphia, vol. 2, no 9,‎ 1845, p. 254-256